# Vernouillet (Yvelines)
Vernouillet és un municipi francès, situat al departament d'Yvelines i a la regió de Illa de França. L'any 2007 tenia 9.356 habitants.
Forma part del cantó de Verneuil-sur-Seine, del districte de Saint-Germain-en-Laye i de la Comunitat urbana Grand Paris Seine et Oise.

## Demografia

### Població
El 2007 la població de fet de Vernouillet era de 9.356 persones. Hi havia 3.171 famílies, de les quals 668 eren unipersonals (278 homes vivint sols i 390 dones vivint soles), 768 parelles sense fills, 1.376 parelles amb fills i 359 famílies monoparentals amb fills.
La població ha evolucionat segons el següent gràfic:
Habitants censats

### Habitatges
El 2007 hi havia 3.314 habitatges, 3.208 eren l'habitatge principal de la família, 10 eren segones residències i 96 estaven desocupats. 2.045 eren cases i 1.228 eren apartaments. Dels 3.208 habitatges principals, 2.002 estaven ocupats pels seus propietaris, 1.165 estaven llogats i ocupats pels llogaters i 41 estaven cedits a títol gratuït; 99 tenien una cambra, 223 en tenien dues, 668 en tenien tres, 601 en tenien quatre i 1.617 en tenien cinc o més. 2.159 habitatges disposaven pel capbaix d'una plaça de pàrquing. A 1.381 habitatges hi havia un automòbil i a 1.421 n'hi havia dos o més.

### Piràmide de població
La piràmide de població per edats i sexe el 2009 era:
| Homes | Edats   | Dones |
| ----- | ------- | ----- |
| 0     | 95 o +  | 44    |
| 8     | 90 a 94 | 32    |
| 28    | 85 a 89 | 44    |
| 28    | 80 a 84 | 84    |
| 76    | 75 a 79 | 104   |
| 100   | 70 a 74 | 96    |
| 140   | 65 a 69 | 148   |
| 184   | 60 a 64 | 168   |
| 316   | 55 a 59 | 208   |
| 364   | 50 a 54 | 288   |
| 416   | 45 a 49 | 444   |
| 352   | 40 a 44 | 408   |
| 244   | 35 a 39 | 380   |
| 332   | 30 a 34 | 276   |
| 304   | 25 a 29 | 284   |
| 304   | 20 a 24 | 312   |
| 480   | 15 a 19 | 396   |
| 412   | 10 a 14 | 408   |
| 356   | 5 a 9   | 360   |
| 328   | 0 a 4   | 300   |

## Economia
El 2007 la població en edat de treballar era de 6.236 persones, 4.451 eren actives i 1.785 eren inactives. De les 4.451 persones actives 3.948 estaven ocupades (2.089 homes i 1.859 dones) i 503 estaven aturades (251 homes i 252 dones). De les 1.785 persones inactives 381 estaven jubilades, 808 estaven estudiant i 596 estaven classificades com a «altres inactius».

### Ingressos
El 2009 a Vernouillet hi havia 3.243 unitats fiscals que integraven 9.564,5 persones, la mediana anual d'ingressos fiscals per persona era de 24.400 €.

### Activitats econòmiques
Dels 417 establiments que hi havia el 2007, 1 era d'una empresa extractiva, 5 d'empreses alimentàries, 2 d'empreses de fabricació de material elèctric, 15 d'empreses de fabricació d'altres productes industrials, 44 d'empreses de construcció, 92 d'empreses de comerç i reparació d'automòbils, 14 d'empreses de transport, 11 d'empreses d'hostatgeria i restauració, 20 d'empreses d'informació i comunicació, 17 d'empreses financeres, 10 d'empreses immobiliàries, 99 d'empreses de serveis, 52 d'entitats de l'administració pública i 35 d'empreses classificades com a «altres activitats de serveis».
Dels 76 establiments de servei als particulars que hi havia el 2009, 2 eren oficines de correu, 4 oficines bancàries, 1 funerària, 9 tallers de reparació d'automòbils i de material agrícola, 1 taller d'inspecció tècnica de vehicles, 3 autoescoles, 5 paletes, 11 guixaires pintors, 3 fusteries, 11 lampisteries, 4 electricistes, 4 empreses de construcció, 5 perruqueries, 1 veterinari, 4 restaurants, 5 agències immobiliàries, 2 tintoreries i 1 saló de bellesa.
Dels 27 establiments comercials que hi havia el 2009, 2 eren supermercats, 1 una gran superfície de material de bricolatge, 1 una botiga de més de 120 m², 6 fleques, 2 carnisseries, 1 una peixateria, 6 botigues de roba, 1 una botiga de roba, 1 una botiga d'equipament de la llar, 1 una sabateria, 2 perfumeries, 1 una perfumeria i 2 floristeries.
L'any 2000 a Vernouillet hi havia 6 explotacions agrícoles.

## Equipaments sanitaris i escolars
Els 3 equipaments sanitaris que hi havia el 2009 eren farmàcies.
El 2009 hi havia 4 escoles maternals i 3 escoles elementals. Vernouillet disposava d'un col·legi d'educació secundària amb 354 alumnes.

## Poblacions més properes
El següent diagrama mostra les poblacions més properes.